# Red Lenina
Red Lenina je bil najvišje nacionalno odlikovanje Sovjetske zveze, ki je bilo ustanovljeno 6. aprila 1930 in poimenovano po Vladimirju Iljiču Uljanovem - Leninu.

## Kriteriji
- civilisti: za izjemno delo, pomembno za ZSSR
- vojaške osebe: za izjemne dosežke in odlično služenje v oboroženih silah
- avtomatično podeljen herojem Sovjetske zveze in herojem socialističnega dela
- lahko podeljen tudi tovarnam, mestom, regijam in republikam za skupinsko izjemno delo in dosežke.

## Opis
Obstaja najmanj 14 različnih različic tega odlikovanja glede na časovna obdobja in uporabljene materiale, osnovni izgled je povsod isti.
Znak je iz zlata in platine ter je emajliran.

## Nadomestne oznake
Nadomestna oznaka je rdeč trak z dvema 1,5 mm zlatima trakoma.

## Nosilci
Do leta 1981 je bilo podeljenih okoli 400.000 redov.